# 安和
安和（968年9月8日~970年5月3日）是日本的年號。使用這年號之日本天皇是冷泉天皇與圓融天皇。

## 改元
- 康保五年八月十三（968年9月8日） ：改元。
- 安和三年三月廿五（970年5月3日） ：改元天祿。

## 出處
《禮記·樂記》載有「凡音之起，由人心生也。……是故治世之音，安以樂，其政和。亂世之音，怨以怒，其政乖。亡國之音，哀以思，其民困。聲音之道，與政通矣。」

## 大事記
- 安和二年：安和之變：左大臣源高明被降職，以太政大臣藤原實賴與其異母弟右大臣藤原師尹為首的藤原氏完成排斥其他家族勢力。

## 紀年、干支、西曆對照表
| 安和 | 元年  | 二年  | 三年  |
| 公元 | 968年 | 969年 | 970年 |
| 干支 | 戊辰  | 己巳  | 庚午  |